# Leopold Świkla
Leopold Świkla (ur. 25 lipca?/7 sierpnia 1913 w Pskowie, zm. 21 stycznia 1983 w Bobowicku) – kapitan Wojska Polskiego II RP, nauczyciel.

## Życiorys
Leopold Świkla był synem Aleksandra Świkli, kolejarza. W latach 1915–1918 wraz z rodziną był mieszkańcem Piotrogrodu, ale nieznany Rosjanin zastrzelił jego najstarszą siostrę Marię i wówczas z rodziną powrócił do Pskowa. W 1918 roku rodzina przyjechała do Wilna. Ojciec wkrótce zmarł po ciężkiej chorobie. Przez taką sytuację, Leopold Świkla znalazł się w Warszawie, a następnie w Częstochowie w domach dla sierot, które zostały utworzone dla dzieci repatriantów. W 1923 roku przyjechał do Wilna.
W Chełmnie w 1929 roku zdał egzamin do Korpusu Kadetów Nr 2. Po pięcioletniej nauce otrzymał świadectwo maturalne. W 1934 roku ukończył w stopniu kaprala podchorążego Korpus Kadetów. Przez dwa lata był uczniem Szkoły Podchorążych Piechoty w Ostrowi Mazowieckiej, po ukończeniu której otrzymał stopień podporucznika, a nominację na pierwszy stopień oficerski podpisał Prezydent RP Ignacy Mościcki. Po promocji wybrał przydział do 5 pułku piechoty Legionów, którego miejscem stacjonowania w tym czasie było Wilno. Od 1936 roku służył w pułku na stanowisku dowódcy plutonu, a pod koniec sierpnia 1939 roku w stopniu porucznika piechoty. Podczas wojny obronnej 1939 roku był w pułku w III batalionie dowódcą 9 kompanii. Walczył z Niemcami koło Pułtuska nad Narwią, nad Bugiem, pod Wyszkowem oraz pod Seroczynem.
Do Wilna przedostał się w październiku 1939 roku i tam zaczął działać w konspiracji w Służbie Zwycięstwu Polski – Związku Walki Zbrojnej, gdzie został oficerem do specjalnych zleceń komendanta Okręgu Wileńskiego. W 1942 roku został zdekonspirowany, ale zdołał uciec Niemcom, przez których był później poszukiwany. W związku z tym na rozkaz Komendy Głównej AK w maju 1942 roku wysłano go do Warszawy, gdzie kilkakrotnie spotykał się z płk. Leopoldem Okulickim. Będąc oficerem zawodowym był intensywnie szkolony celem organizowania w Łucku na Wołyniu ruchu partyzanckiego. Skierowano go na Wołyń w grudniu 1942 roku, gdzie w Łucku objął funkcję Inspektora AK, a Inspektorat ten uważany był jako najlepiej zorganizowany pod względem funkcjonowania sztabu, oraz pracy w terenie. W tym czasie na Kresach nasilały się straszliwe zbrodnie nacjonalistów ukraińskich spod znaku OUN-UPA. Na początku 1944 roku rozpoczęły się walki z Niemcami oraz UPA. Sytuacja taka wymagała pełnej koordynacji polskich oddziałów partyzanckich w ramach 27 Wołyńskiej Dywizji Piechoty. Leopold Świkla 29 marca 1944 roku udawał się z 32-osobowym sztabem Inspektoratu AK do miejsca, w którym koncentrowała się 27 Dywizja, ale podczas przemarszu złapało ich NKWD. Świklę na początku przetrzymywano w Łucku, a następnie 3 maja przewieziony został do kijowskiego więzienia. Tam maltretowano go fizycznie i psychicznie przez kilka miesięcy. Następnie po rozprawie, która odbywała się przez tydzień, nocą z 17 na 18 października 1944 roku skazano jego oraz porucznika Wacława Kopisto na śmierć przez rozstrzelanie. Adwokat z Odessy, który również był skazańcem podpowiedział Świkli i Kopisto, żeby napisali list do Moskwy do Michaiła Kalinina przewodniczącego Rady Najwyższej ZSRR z prośbą o darowanie życia. W liście mieli unikać słów „prośba o łaskę”, która uwłaczała ich godności i honorowi. Poinformowani zostali 6 stycznia 1945 roku, że ich wyroki zostały zamienione zaocznie przez Kolegium Wojskowe Sądu Najwyższego w Moskwie z wyroku śmierci na 10 lat ciężkich robót, które mieli wykonywać w łagrach Kołymy. Po wyroku zostali przeniesieni z celi śmierci.
Następnie wywieziono go na Kołymę, do osady Sejmczan, leżącej 350 km na północ od Magadanu. Pracował tam po 12 godzin dziennie w kopalniach złota, ołowiu oraz rud uranu,. Praca odbywała się w nieludzkich warunkach, przy dużych mrozach i zaostrzonym rygorze. Kiedy w marcu 1953 roku zmarł Stalin i zlikwidowano Berię, w łagrach trochę się polepszyło. Na Kołymie zaczęto stopniowo likwidować łagry i zaczęły się powroty więźniów do domów. W 1955 roku ówczesny kanclerz RFN Konrad Adenauer doszedł do porozumienia z Nikitą Chruszczowem odnoście powrotu jeńców niemieckich do kraju, a porozumienie to objęło również Polaków.
27 października 1955 roku Leopold Świkla wyruszył z grupą byłych więźniów z Magadanu i dotarł 29 listopada do Żurawicy. Z Żurawicy pojechał do Warszawy, gdzie spotkał się z bratową, a później do Giżycka na spotkanie z matką. Następnie wyruszył spotkać się z żona Haliną, która mieszkała ze swoją matką i rodzeństwem w Trzciance Wlkp. Halina zadbała, żeby Ludwik miał przeprowadzone gruntowne badania lekarskie i odbyła się właściwa jego rekonwalescencja. Mimo przeżytych ciężkich czasów wojennych i powojennych ponowne zaczynali wspólne życie rodzinne. Połączenie się tych dwojga ludzi, którzy się kochali dawało im szczęście, które zabrała im wojna. Świklowie przyjechali w marcu 1958 roku na imieniny do Bobowicka w którym mieszkał znany im Kazimierz. Na imieniny zaproszono również inż. Michała Fijałka, który był dyrektorem technikum rolniczego. Spojrzeli na siebie i po odejściu na stronę p. Fijałka pyta p. Świklę…to ty „Adam”, a p. Świkla…to ty „Sokół”? I tak po prawie 14 latach nastąpiło spotkanie dwóch kapitanów WP, przyjaciół, współtowarzyszy walk z UPA i należących do ścisłego dowództwa 27 Dywizji Wołyńskiej AK. Po spotkaniu inż. Michał Fijałka zaproponował Leopoldowi Świkle pracę na stanowisku kierownika administracyjnego szkoły, nauczyciela języka rosyjskiego oraz przysposobienia obronnego. Leopold Świkla będąc na tym stanowisku w imieniu inwestora odpowiadał za wszystkie inwestycje związane z budową nowych obiektów szkoły: internatu, 3 domków mieszkalnych dla nauczycieli, chlewni, odbudowy budynku gospodarczego, który spłonął w maju 1959 roku oraz za budowę budynku dydaktycznego technikum. Budowy nadzorowane przez niego zostały starannie rozliczone. Świkla zapisał się w 1963 roku na Uniwersytecie Jagiellońskim na slawistykę i w 1969 roku jako ekstern uzyskał dyplom mgr. języka rosyjskiego.
W 1963 roku ówczesny dyrektor technikum w Bobowicku postawił podczas matury ocenę niedostateczną z przygotowania zawodowego uczniowi, który dobrze się uczył. Leopold Świkla podjął otwartą obronę i wysiłki, aby uczeń nie stracił roku. Ten incydent spowodował, że w połowie 1963 roku został przez dyrektora zwolniony z pracy. Po interwencji ministra rolnictwa dr. Mieczysława Jagielskiego Świkla został przywrócony do pracy. Dyrektora ukarano, a w 1964 roku za bierność w tej sprawie został odwołany ze stanowiska kierownik Oddziału Oświaty Rolniczej z Zielonej Górze. Leopoldowi Świkle kilka razy w Bobowicku zaglądały w oczy „upiory Kołymy”. Bardzo haniebnie było zachowanie się dyrekcji technikum, kiedy Świkla zachorował w maju 1974 roku na raka krtani, a operacja musiała się odbyć w Poznaniu. Umowa o rozwiązaniu pracy została doręczona... żonie Halinie, która „pozdrowienia” od dyrekcji technikum dostarczyła mężowi do szpitala. Było to pogwałcenie wszelkich praw. Absolwentom, którzy dowiedzieli się o tym było po prostu wstyd za tych, którzy uczyli jak być przyzwoitymi, a sami niestety okazali się potworami. Obecnie kpt. mgr Leopold Świkla oraz kpt. mgr. inż. Michał Fijałka mają pamiątkową tablicę, którą ufundowali absolwenci szkoły w hołdzie i wdzięczności tym Wielkim Polakom, a która znajduje się w holu budynku szkoły. Leopold Świkla uczył w szkole 16 lat, a żył i mieszkał w Bobowicku od października 1958 roku do 21 stycznia 1983 roku.
Od 3 maja 1941 roku żoną Leopolda Świkli była Halina z domu Piekarska. Halina Świkla była w Trokach absolwentką Seminarium nauczycielskiego. Przed i po wojnie pracowała jako nauczycielka. Podczas wojny zaprzysiężono ją w Armii Krajowej, a na terenie Wilna wykonywała różne zadania. Była sanitariuszką, a także łączniczką. Była przez gestapo aresztowana i przetrzymywana.

## Ordery i odznaczenia
- Krzyż Srebrny Orderu Wojskowego Virtuti Militari[10]
- Krzyż Walecznych – dwukrotnie
- Złoty Krzyż Zasługi z Mieczami
- Krzyż Partyzancki